# 艾氏肖峭
艾氏肖峭（学名：Tetragnatha esakii），又名江崎長腳蛛，为肖峭科肖峭属的动物。分布于台湾岛等地。该物种的模式产地在台湾。